# はばたけ!真理ちゃん
『はばたけ!真理ちゃん』（はばたけ まりちゃん）は、1974年10月3日から1975年3月27日までTBS系列局で放送されていたTBS製作のバラエティ番組である。全26回。放送時間は毎週木曜 19:00 - 19:30 （日本標準時）。

## 概要
天地真理がメインパーソナリティーを務めてきた真理ちゃんシリーズの番組第5弾にして最終作。
前番組『アタック!真理ちゃん』で一旦公開番組となっていた本シリーズであるが、本作は第3部の『ファミリーストーリー とび出せ!真理ちゃん』と同じ要領で、スタジオ収録、かつミュージカルドラマ仕立ての内容へと戻り、少女が成長していく過程を描いた世界的な児童文学作品を1作品につき2-4回の続き物スタイル（『とび出せ!-』は原則1話読み切りだったが、一部で前後編2話の続き物があったので、それをほぼ踏襲した形でもある）で天地ら出演者が演じていた。

## 主なレギュラー・準レギュラー出演者
- 主演・メインパーソナリティー：天地真理
- レギュラー・または準レギュラー：鶴間エリ、小松政夫、岸部シロー、谷啓、ホーン・ユキ他

## 人形の声
- ピッピ：つかせのりこ
- バッハ：富田耕生

## スタッフ
- 脚本：福田陽一郎、出倉宏
- 演出：小松原登
- 音楽：森岡賢一郎
- 人形デザイン：手塚治虫
- 企画：渡辺プロダクション、渡辺企画
- 制作：映像企画、TBS

## 主題歌
- 新しいともだち（作詞：伊奈洸 / 作曲：井上忠夫 / 編曲：森岡賢一郎 / 歌：天地真理）

## サブタイトル
| 回 | 放送日         | サブタイトル         | サブタイトル | ゲスト                                                                                    |
| -- | -------------- | -------------------- | ------------ | ----------------------------------------------------------------------------------------- |
| 1  | 1974年 10月3日 | 赤毛のアン           | （前編）     | 西城秀樹,鶴間エリ,小松政夫, 原田清人,浦川麗子,松下砂稚子, トワ・エ・モワ・ファミリー      |
| 2  | 10月10日       | 赤毛のアン           | （中編）     | 西城秀樹,鶴間エリ,小松政夫, 原田清人,浦川麗子,松下砂稚子, トワ・エ・モワ・ファミリー      |
| 3  | 10月17日       | 赤毛のアン           | （後編）     | 西城秀樹,鶴間エリ,小松政夫, 原田清人,浦川麗子,松下砂稚子, トワ・エ・モワ・ファミリー      |
| 4  | 10月24日       | アルトハイデルベルヒ | （前編）     | 高岡健二,谷啓,野村昭子, 南美江,山本清,小松政夫, 沢田勝美                                  |
| 5  | 10月31日       | アルトハイデルベルヒ | （後編）     | 高岡健二,谷啓,野村昭子, 南美江,山本清,小松政夫, 沢田勝美                                  |
| 6  | 11月7日        | 秘密の花園           | （前編）     | 小倉一郎,仲雅美,谷啓, 原田清人,鶴間エリ,松下砂稚子                                        |
| 7  | 11月14日       | 秘密の花園           | （中編）     | 小倉一郎,仲雅美,谷啓, 原田清人,鶴間エリ,松下砂稚子                                        |
| 8  | 11月21日       | 秘密の花園           | （後編）     | 小倉一郎,仲雅美,谷啓, 原田清人,鶴間エリ,松下砂稚子                                        |
| 9  | 11月28日       | あしながおじさん     | （その1）    | 仲谷昇,谷啓,小松政夫, 北村昌子,吉川まり,鶴間エリ, ホーン・ユキ,野中マリ子                 |
| 10 | 12月5日        | あしながおじさん     | （その2）    | 仲谷昇,谷啓,小松政夫, 北村昌子,吉川まり,鶴間エリ, ホーン・ユキ,野中マリ子                 |
| 11 | 12月12日       | あしながおじさん     | （その3）    | 仲谷昇,谷啓,小松政夫, 北村昌子,吉川まり,鶴間エリ, ホーン・ユキ,野中マリ子                 |
| 12 | 12月19日       | あしながおじさん     | （その4）    | 仲谷昇,谷啓,小松政夫, 北村昌子,吉川まり,鶴間エリ, ホーン・ユキ,野中マリ子                 |
| 13 | 12月26日       | 森は生きている       | （前編）     | 森田健作,犬塚弘,小松政夫, 菅井きん,ホーン・ユキ, 岸部シロー,安田伸,鶴間エリ, 須藤典子     |
| 14 | 1975年 1月2日  | 森は生きている       | （後編）     | 森田健作,犬塚弘,小松政夫, 菅井きん,ホーン・ユキ, 岸部シロー,安田伸,鶴間エリ, 須藤典子     |
| 15 | 1月9日         | 雪の女王             | （前編）     | 小倉一郎,稲野和子,谷啓, 山本清,北村昌子,鶴間エリ, 松崎真,ポール・金森                     |
| 16 | 1月16日        | 雪の女王             | （後編）     | 小倉一郎,稲野和子,谷啓, 山本清,北村昌子,鶴間エリ, 松崎真,ポール・金森                     |
| 17 | 1月23日        | 若草物語             | （その1）    | にしきのあきら,谷啓,北村昌子, 鶴間エリ,ホーン・ユキ, 栗田ひろみ,伊藤咲子,小松政夫, 犬塚弘 |
| 18 | 1月30日        | 若草物語             | （その2）    | にしきのあきら,谷啓,北村昌子, 鶴間エリ,ホーン・ユキ, 栗田ひろみ,伊藤咲子,小松政夫, 犬塚弘 |
| 19 | 2月6日         | 若草物語             | （その3）    | にしきのあきら,谷啓,北村昌子, 鶴間エリ,ホーン・ユキ, 栗田ひろみ,伊藤咲子,小松政夫, 犬塚弘 |
| 20 | 2月13日        | 若草物語             | （その4）    | にしきのあきら,谷啓,北村昌子, 鶴間エリ,ホーン・ユキ, 栗田ひろみ,伊藤咲子,小松政夫, 犬塚弘 |
| 21 | 2月20日        | ピーター・パン       | （その1）    | あいざき進也,谷啓,伊東四朗, 小松政夫,松崎真,岸部シロー, 鶴間エリ,ホーン・ユキ             |
| 22 | 2月27日        | ピーター・パン       | （その2）    | あいざき進也,谷啓,伊東四朗, 小松政夫,松崎真,岸部シロー, 鶴間エリ,ホーン・ユキ             |
| 23 | 3月6日         | ピーター・パン       | （その3）    | あいざき進也,谷啓,伊東四朗, 小松政夫,松崎真,岸部シロー, 鶴間エリ,ホーン・ユキ             |
| 24 | 3月13日        | ピーター・パン       | （その4）    | あいざき進也,谷啓,伊東四朗, 小松政夫,松崎真,岸部シロー, 鶴間エリ,ホーン・ユキ             |
| 25 | 3月20日        | ヘンゼルとグレーテル | （前編）     | 志垣太郎,由利徹,菅井きん, 小松政夫,岸部シロー,鶴間エリ, ホーン・ユキ,松崎真,谷啓          |
| 26 | 3月27日        | ヘンゼルとグレーテル | （後編）     | 志垣太郎,由利徹,菅井きん, 小松政夫,岸部シロー,鶴間エリ, ホーン・ユキ,松崎真,谷啓          |

特記事項
- 「あしながおじさん」は『とび出せ！真理ちゃん』第5話（1973年11月1日放送分）で「真理のラブレター」の、また「ピーターパン」は左記番組の第10話（同年12月6日）で「夢いっぱいの大冒険」のそれぞれ原作として使用されているが、本作では再放送ではなく改めて脚本・脚色をしたうえでリメークされた内容が放送されている。

## CS放送
CS放送の「衛星劇場」で、2021年8月23日から2022年2月21日まで毎週月曜 20:30 - 21:00（JST）に放送された。
また、ホームドラマチャンネルでは「天地真理特集企画」の一環として、2024年7月22日深夜（23日未明）から月曜深夜（火曜未明）に全26話を放送する予定である。